# Hirondelle du Népal
Delichon nipalense
Vous lisez un « bon article » labellisé en 2011.  Il fait partie d'un « bon thème ».
Espèce
Synonymes
- Delichon nipalensis[Note 1]

Statut de conservation UICN

 LC 3.1 : Préoccupation mineure
L'Hirondelle du Népal (Delichon nipalense) est une espèce non migratrice de passereaux de la famille des Hirundinidae. Ses deux sous-espèces se reproduisent dans l'Himalaya sur un territoire qui passe par la Chine, le Népal, le Bhoutan, l'Inde, la Birmanie, la Thaïlande, le Laos et le Viêt Nam. On la trouve dans les vallées et sur les versants boisés de montagnes à des altitudes comprises entre 1 000 et 4 000 m où elle niche en colonies sous des surplombs de falaises, pondant trois ou quatre œufs blancs dans un nid de boue.
Elle a les parties supérieures bleu-noir contrastant avec le croupion et le ventre blancs. Elle ressemble à ses proches parents, l'Hirondelle de Bonaparte et l'Hirondelle de fenêtre, mais contrairement à ces espèces, elle a la gorge et les plumes sous-caudales noires. Elle se nourrit en groupes avec d'autres hirondelles, attrapant des mouches et d'autres insectes au vol. Elle est soumise à des prédations et à des parasites, mais ne semble pas menacée au sein de son aire de répartition limitée.

## Description
L'Hirondelle du Népal mesure environ 13 cm de longueur et a un plumage essentiellement bleu-noir sur le dessus et blanc sur le dessous. Le croupion, d'un blanc pur, contraste avec la queue et le dessus des ailes qui sont brun-noir. Le dessous des ailes est gris-brun. Les pattes d'un beige rosé sont couvertes de plumes blanches, les yeux sont bruns et le bec noir. La région mentonnière est noire mais l'étendue de ce noir varie progressivement du nord-est au sud-ouest de son territoire. Au nord-est, les individus de la sous-espèce D. n. cuttingi ont du noir sur l'ensemble de la gorge et le haut de la poitrine, alors que, vers l'ouest ou le sud, le noir se restreint au menton. Il n'y a pas de différence apparente entre les sexes mais le juvénile est plus terne, a la gorge plus sombre et les parties inférieures couleur chamois.
La sous-espèce orientale D. n. cuttingi a une longueur d'aile de 99 à 106 mm, légèrement supérieure aux 90 à 98 mm de la sous-espèce nominale. Les deux sous-espèces se différencient de l'Hirondelle de Bonaparte et de l'Hirondelle de fenêtre par leur menton noir, leurs plumes sous-caudales noires et leur queue beaucoup plus carrée.

## Écologie et comportement

### Chant et locomotion
Il s'agit d'une hirondelle à la rapidité de vol exceptionnelle qui lance à l'occasion un petit tchi-i en vol. Le reste du temps, c'est un oiseau plutôt calme et silencieux, qui n'utilise qu'un chant bref formé de trois notes pendant la période de reproduction.

### Alimentation
L'Hirondelle du Népal se nourrit d'insectes attrapés en vol qu'elle chasse le long des crêtes ou à la cime des arbres. Son régime alimentaire n'est pas bien connu mais inclut des mouches. Elle est grégaire et se nourrit en bande souvent avec d'autres oiseaux tels que le Fauconnet à collier, ou d'autres hirondelles comme l'Hirondelle rustique, l'Hirondelle striolée ou l'Hirondelle de fenêtre.

### Prédateurs et parasites
Les prédateurs de l'Hirondelle du Népal ont été peu étudiés, mais elle est le seul oiseau signalé dans l'alimentation du Fauconnet à collier, un rapace principalement insectivore. Cette hirondelle peut être parasitée par une puce du genre Callopsylla.

### Reproduction

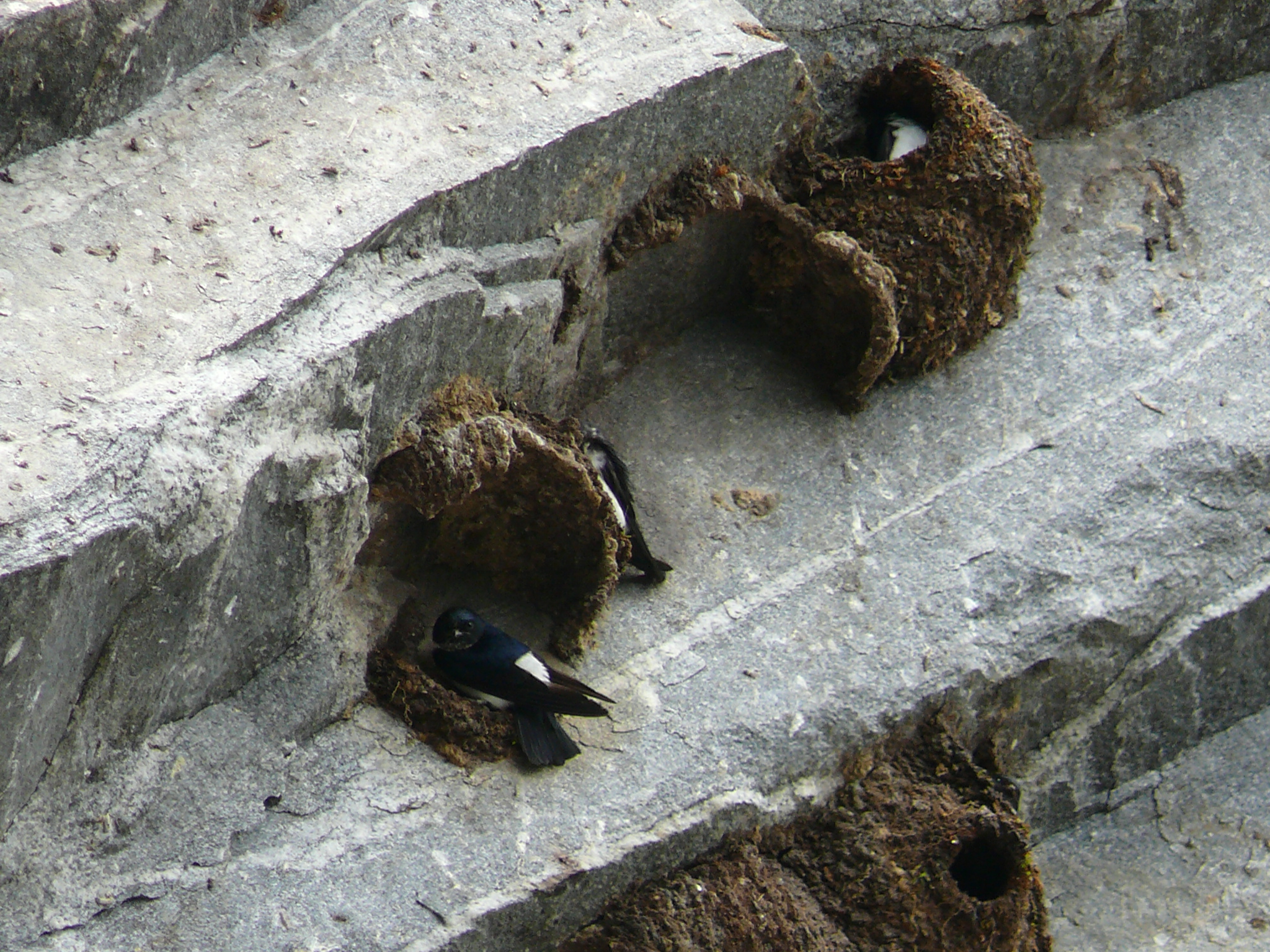
Nids d'Hirondelles du Népal, au Bhoutan.

L'Hirondelle du Népal niche entre mars et juillet, avec de légères variations de dates en fonction des lieux, et a habituellement deux couvées. Elle construit normalement son nid, une coupe de boue tapissée d'herbes ou de plumes, sous un surplomb de falaise. Très rarement, elle utilise des bâtiments pour nicher, comme dans le Sikkim, sous les toits des écoles près du sanctuaire faunique de Fambong Lho. Elle niche en colonies contenant parfois des centaines de nids. Certains oiseaux peuvent rester dans les colonies tout au long de l'année, en utilisant l'hiver les nids comme perchoir. La couvée compte trois ou quatre œufs entièrement blancs mesurant en moyenne 18,6 × 12,8 mm et pesant 1,6 g. La durée d'incubation et le temps passé par les oisillons au nid sont inconnus, mais ils sont probablement similaires à ceux de l'Hirondelle domestique qui a une période d'incubation de 14 à 16 jours et qui a besoin de 22 à 32 jours supplémentaires pour être en âge de s'envoler. Les deux parents construisent le nid, couvent les œufs et nourrissent les oisillons,.

## Répartition et habitat

Répartition de l'espèce en Asie.

La sous-espèce nominale D. n. nipalense niche dans l'Himalaya, de l'Est du Garhwal jusqu'à l'Ouest de la Birmanie en passant par le Népal, le Nord de l'Inde et le Bangladesh. La sous-espèce D. n. cuttingi vit dans le Nord de la Birmanie, le long de la frontière de la Birmanie avec la province chinoise du Yunnan et dans le Nord du Tonkin, au Viêt Nam. L'espèce est en grande partie sédentaire mais peut se déplacer vers des altitudes plus basses hors période de reproduction et est parfois trouvée dans le Nord de la Thaïlande en hiver,. Son domaine de répartition en Thaïlande est mal connu.
Elle habite les vallées et les régions boisées entre 1 000 et 4 000 m d'altitude mais surtout en dessous de 3 000 m. Quand elle n'est pas en période de reproduction, elle peut descendre aussi bas que 350 m. Son domaine chevauche celui de la sous-espèce nominale de l'Hirondelle de Bonaparte, même si elles se reproduisent à des altitudes différentes. La différence d'altitude et les petites différences d'apparence semblent suffisantes pour éviter les croisements,.

## Taxinomie

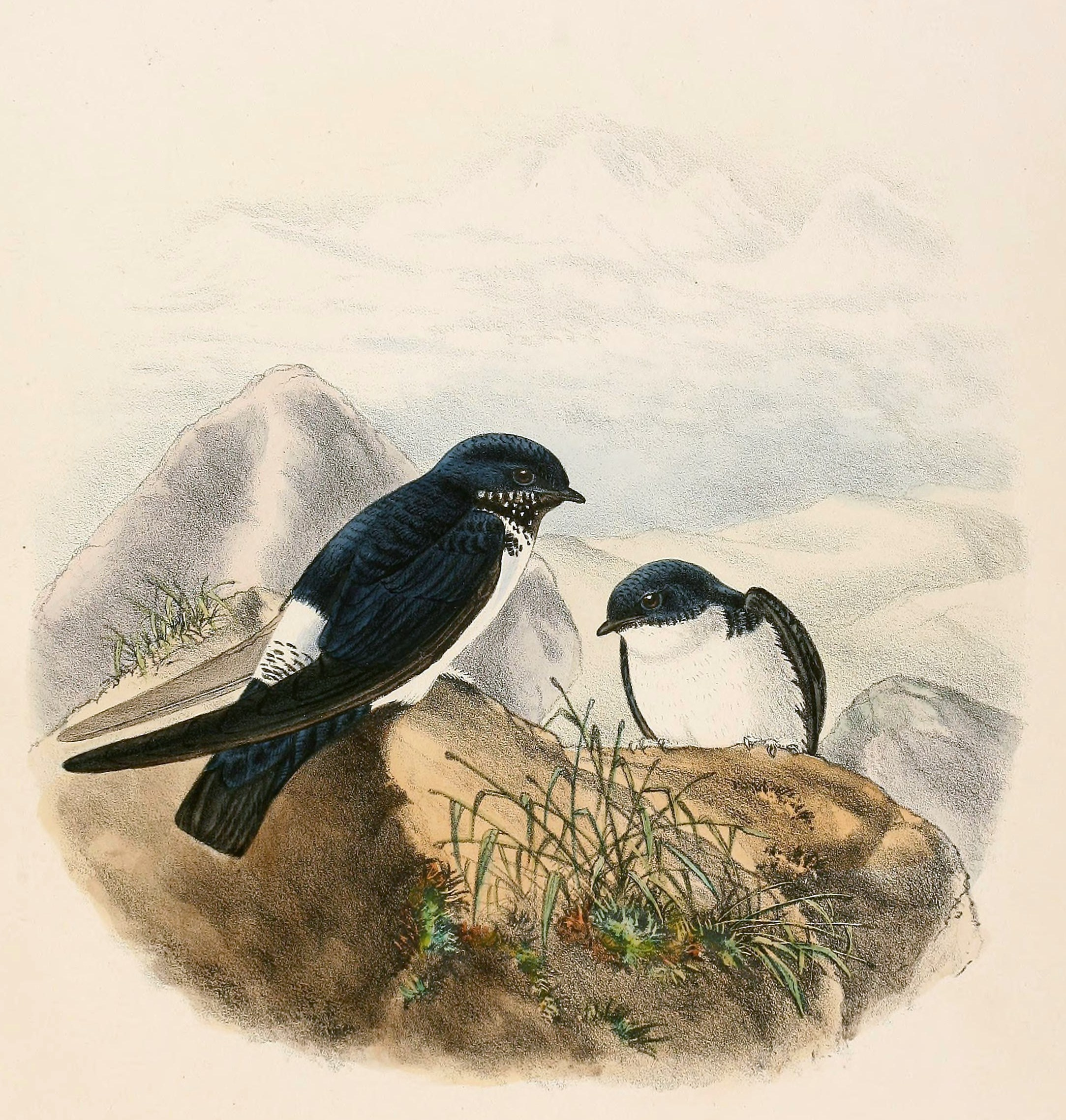
Hirondelles du Népal dans la monographie sur les Hirundinidae de Richard Bowdler Sharpe et Claude Wilmott Wyatt.

L'Hirondelle du Népal est d'abord décrite par l'entomologiste britannique Frederic Moore en 1854 et placée dans un nouveau genre, Delichon, créé par Moore et le naturaliste américain Thomas Horsfield,. Delichon est une anagramme du mot de grec ancien χελιδών (chelīdōn), qui signifie « hirondelle » et nipalense se réfère au Népal, où le spécimen type a été recueilli. Ses plus proches parents sont les deux autres membres du genre, l'Hirondelle de Bonaparte (D. dasypus) et l'Hirondelle de fenêtre (D. urbicum).
Selon le Congrès ornithologique international et Alan P. Peterson il existe deux sous-espèces :
- D. n. nipalense Moore, 1854, est la sous-espèce type. Sa description est attribuée par Moore à Brian Houghton Hodgson, qui a décrit la sous-espèce nipalensis de l'Hirondelle rousseline, et la littérature à son sujet à ses débuts fait référence parfois à l'« hirondelle de Hodgson ». Certaines sources taxonomiques anciennes telles que celles de Sidney Dillon Ripley précisent que l'auteur est « Hodgson = Moore in Horsfield & Moore, 1854 »[19]. On la trouve depuis l'Himalaya jusqu'au nord-ouest du Myanmar[17].
- D. n. cuttingi Mayr, 1941, est décrite par le biologiste américain Ernst Mayr en 1941 à partir d'un échantillon prélevé près de la frontière entre la Birmanie et le Yunnan[3]. Les oiseaux à la gorge blanche vivant dans une extension au sud de l'aire de répartition sont similaires en apparence à la sous-espèce type, mais en raison de leur séparation géographique, ils sont parfois considérés comme formant une troisième sous-espèce, D. n. bartletti[4]. On la trouve depuis le nord-est du Myanmar jusqu'au nord-ouest du Vietnam[17].

## Statut
L'Hirondelle du Népal a un vaste territoire qui paraît ne pas régresser et ses effectifs semblent stables, même si sa population totale est inconnue. Puisque son territoire couvre plus de 20 000 kilomètres carrés et qu'il y a plus de 10 000 individus matures, en dehors de toute baisse importante dans sa distribution ou sa population, l'espèce semble ne pas devoir être considérée comme vulnérable et est actuellement évaluée par l'Union internationale pour la conservation de la nature (IUCN) comme de Préoccupation mineure (LC). Bien que souvent localisée en raison de la nécessité pour elle de trouver des falaises pour ses sites de nidification, cette espèce est assez commune au Népal et très répandue dans certaines régions,. Cependant, en 1961, Robert Fleming et Melvin Traylor notent que cette espèce est rare au Népal.